# أتوم (محرر نصوص)
أتوم (بالإنجليزية: Atom)‏ هو محرر كود مصدري ونصوص مفتوح المصدر تم تطويره وإطلاقه من قبل غيت هاب، يعمل على أنظمة ويندوز ولينكس وماك أو اس. البرنامج مبني على إطار العمل إلكترون ويدعم الإضافات نود.جي إس.

## وصلات خارجية
- أتوم على موقع Open Hub (الإنجليزية)
- أتوم على موقع Free Software Directory (الإنجليزية)
- أتوم على موقع Framasoft (الفرنسية)
- الموقع الرسمي